# Henri Becquerel
Antoine Henri Becquerel (ejtsd: antoán anri bekerel) (Párizs, Franciaország, 1852. december 15. – Le Croisic, Bretagne, Franciaország, 1908. augusztus 25.) francia fizikus. Becquerel 1903-ban megosztott fizikai Nobel-díjat kapott Pierre és Marie Curie-vel a radioaktivitás felfedezéséért. Egyike azon 72 tudósnak, akiknek neve szerepel az Eiffel-torony oldalán.

## Élete
Párizsban született. Apja, illetve nagyapja is fizikus volt, sőt, mindketten vezették is a párizsi Természettudományi Múzeum fizika tanszékét, majd fia, Jean is az lett. Az École polytechnique-en tanult általános tudományokat, majd az École nationale des ponts et chaussées-én szerzett mérnöki diplomát.
1890-ben vette el feleségül Louise Désirée Lorieux-t. 1878-ban született fiuk, Jean.

## Munkássága
Kezdetben főleg a poláros fény tulajdonságait vizsgálta:
- a polarizációs sík elfordulását mágneses térben,
- a Zeeman-effektust stb.

Viszonylag sokat foglalkozott kristályok abszorpciós színképeivel.

### A radioaktivitás felfedezése
Miután 1896 elején Wilhelm Conrad Röntgen publikálta első cikkét a később róla elnevezett sugárzásról és annak fluoreszkálást kiváltó hatásáról, a világ minden pontján számos fizikusban merült fel a kérdés, hogy a napsugárzás hatására természetes körülmények között világító anyagok is kibocsátanak-e egyúttal efféle sugarakat – nagy erővel kezdték meg a foszforeszkálás kutatását. Becquerel először azt vizsgálta meg, hogyan reagálnak a gyűjteményében meglévő ásványok a napfényre. Megállapította, hogy a kálium-uranil-diszulfát – K2(UO2)(SO4)2 – a napsütés hatására nemcsak foszforeszkál, de még a két réteg fekete papírba csomagolt fotólemezt is elszürkíti.
A jelenség további vizsgálatához meg kellett várnia, hogy újra kisüssön a nap. 1896 február végén előkészítette, kétszeresen becsomagolta a fényképlemezt, lenyomtatta a papírt egy rézből készült kereszttel, a tetejére helyezte a kristályokat tartalmazó tálat, majd az egészet betette a szekrénybe, és várta a napos időt, ami azonban csak nem akart eljönni. Afféle unaloműzésként előhívta az "üres" fényképlemezt, és óriási megdöbbenéssel vette észre, hogy azon tisztán kirajzolódik a kereszt. Gyorsan kiderült, hogy az újfajta sugárzásnak – amit a fémkereszt leárnyékolt, a papír pedig nem – nincs köze a foszforeszkáláshoz, mivel a sugárzás előzetes megvilágítás nélkül származott az uránból.
Az újonnan felfedezett sugárzás (amit eleinte Becquerel-sugárzásnak neveztek) magyarázata komoly probléma elé állította a fizikusokat, mivel sejtelmük sem volt róla, hogy miből származik, látszólag megsértve az energia megmaradásának elvét. Maga Becquerel még 1896-ban, a Comptes Rendus folyóiratban ezt a következőképp fogalmazta meg:
„… még senki sem tudott rájönni, hogy az uránon belülről pontosan honnan ered ez az energia, amelyet ez az anyag ilyen állhatatosan kisugároz”.
A radioaktivitással kapcsolatos kutatómunkát a Curie-házaspár folytatta. Becquerel 1903-ban megosztott fizikai Nobel-díjat kapott Pierre és Marie Curie-vel a radioaktivitás felfedezéséért.
Becquerel 1900-ban elsőként ismerte fel, hogy a béta-részecskék elektromos töltése és tömege is ugyanakkora, mint a katódsugarak részecskéié, sebességük pedig a fényéhez közeli.

## Emlékezete
- Róla nevezték el a radioaktivitás SI származtatott egységét.
- Nevét a Holdon és a Marson is őrzi egy-egy kráter (Becquerel-kráter).
- A becqerelite egy urántartalmú ásvány. Kémiai képlete: Ca(UO2)6O4(OH)6·8(H2O)
- Becquerel-jelenségnek (Becquerel-effektusnak) két dolgot is neveznek, ezeket azonban nem Henri Becquerelről, hanem apjáról, illetve nagyapjáról nevezték el.
- Becquerel-sugárzásnak a radioaktivitást nevezték a kezdeti időkben, amikor annak fajtáit még nem különböztették meg.

## Fordítás
- Ez a szócikk részben vagy egészben  a   Henri Becquerel című spanyol Wikipédia-szócikk ezen változatának fordításán alapul.  Az eredeti cikk szerkesztőit annak laptörténete sorolja fel. Ez a jelzés csupán a megfogalmazás eredetét és a szerzői jogokat jelzi, nem szolgál a cikkben szereplő információk forrásmegjelöléseként.